# El Carmen de Chucurí
El Carmen de Chucurí är en kommun i Colombia.   Den ligger i departementet Santander, i den centrala delen av landet, 230 km norr om huvudstaden Bogotá. Antalet invånare är 18 098.